# Straffriförklaring
Straffriförklarad är ett juridiskt begrepp: Det används om personer som, när de begått brottsliga handlingar, lidit av sådant patologiskt tillstånd att de varit oförmögna att styra eller förstå följderna av sina handlingar. Det innebär att de inte kan hållas ansvariga för dem. Exempelvis kan man inte hålla en dement människa ansvarig om hon gör sig skyldig till snatteri. 
Konceptet hänger ihop med culpaansvar och föreställningen att man endast kan hållas ansvarig för en handling om man är medveten att man utför den (uppsåt eller dolus) eller är medveten åtminstone om risken för effekten av handlingen (vårdslöshet). Då en gravt sinnesrubbad person inte är medveten om handlingen eller förstår dess konsekvenser, t ex inte kognitivt förstår skillnaden mellan att döda en människa eller en geting eller mellan en och en annan persons ägodelar, innebär det att brott inte kan begås i subjektiv mening. Det uttrycks i utländsk, som anglosaxisk rätt som utslaget not guilty by reason of insanity ("oskyldig på grund av vansinne"), som alltså bekräftar att personen utfört brottet men inte kan hållas ansvarig. I svensk rätt existerar inte denna skillnad, utan en sjuk person ska antingen förklaras straffri eller förklaras skyldig men kan då dömas till vård istället för fängelse. Perioden kan då variera från mycket lindrigare än straffet för en frisk person till reell livstid och förenas ofta med någon form av utskrivningsprövning. I fallet straffriförklaring kan utfallet jämföras med en minderårig där reprimanden är social men inte omsätts i ett straff. 